# Law-Gletscher
Der Law-Gletscher ist ein 16 km langer Gletscher in der antarktischen Ross Dependency. Er fließt vom zentralen Polarplateau zwischen dem Südende der Queen Elizabeth Range und den MacAlpine Hills in seichter Neigung zum ostnordöstlich liegenden Bowden-Firnfeld. 
Die neuseeländische Gruppe der Commonwealth Trans-Antarctic Expedition (1955–1958) benannte ihn nach B. R. Law, dem stellvertretenden Vorsitzenden des Rossmeer-Komitees.